# まんがみたいな恋したいっ!
『まんがみたいな恋したいっ!』（まんがみたいなこいしたいっ）は、八神千歳による日本の漫画作品。『ちゃお』（小学館）にて2002年9月号から同年11月号まで連載された。
当項目では番外編および続編の各作品についても記す。

## 概要
八神千歳2作目の連載作品。漫画家の女の子が恋愛漫画を編集するストーリーをテーマにしており、平凡な中学生がとある男の子に惚れていくという物語である。
コミックスは、本題3話と「まんがみたいな恋してるっ!」「まんがみたいな男の子っ!」を収録した『まんがみたいな恋したいっ!』と、その続編作品を収録した『続まんがみたいな恋したいっ!』の2冊が発売されている。

## あらすじ
主人公の漫画家・佐倉 玲奈は男の子と付き合ったことがないのに恋愛漫画を描いていた。現実の男の子より自分が描く男の子の方が格好いいと考えていた玲奈だったが、女子に人気の沖田 智哉と出会い、変わっていく。

## 登場人物
佐倉 玲奈（さくら れな）
主人公。中学2年生。
中学校に在学しながら漫画家としての活動を行っている。執筆作品は恋愛系作品でモデルに沖田を使っていく。ペンネームは「さくられな」。
沖田 智哉（おきた ともや）
玲奈と同じ学校に通う美少年。
多くの女子から人気があり、特に玲奈が一目惚れするターゲットとなる。人が良く特に玲奈に優しく接している。
山瀬（やませ）
沖田の友達。
女性的な顔の男の子で沖田に次いで人気があった。
砂原（すなはら）
沖田の友達。
山瀬とコンビであることが多い。
志織 （しおり）
沖田の従姉妹。
沖田になつく傾向があり、玲奈とライバル関係にある。
南條 啓子（なんじょう けいこ）
玲奈を担当することになった家庭教師。沖田の元彼女。
ゆんちゃん
玲奈の友達。
玲奈の側近にいることが多く比較的陰がうすいが砂原に気がある。
涼風 かおり（すずかぜ かおり）
玲奈が憧れる漫画家の1人。
智哉の姉で本名は「沖田 美香子」（おきた みかこ）。智哉に対しなれなれしい（？）態度をとるため、玲奈が嫉妬したこともある。

## 番外編・続編
まんがみたいな男の子っ!
単行本描き下ろし。
沖田が玲奈に出会う前のエピソードを描いたショートヒストリーである。
ドキドキ体験旅行
『ちゃお』2005年3月号増刊『ChuChu』に掲載。
玲奈と沖田が初めて二人きりで旅行したエピソードを語った作品である。
ちっちゃな恋
『ちゃおデラックス』2003年8月21日号に掲載。
沖田の従姉妹、志織が沖田の家を訪れた際の玲奈との関係についてのエピソードを語った作品である。
ハッピー・エンディング
『ちゃおデラックス』2004年8月25日号に掲載。
夏休みに、家庭教師で玲奈を担当することになった南條と沖田の関係についてのエピソードを語った作品である。
大樹くんのヒミツ
単行本描き下ろし。

## 書誌情報
- 八神千歳『まんがみたいな恋したいっ!』小学館〈ちゃおフラワーコミックス〉2002年12月19日発売[1]、全1巻、ISBN 4-09-138152-9
  - 番外編「まんがみたいな恋してるっ!」「まんがみたいな男の子っ!」、読切「マジカル☆ぷろじぇくと」併録。
- 八神千歳『続まんがみたいな恋したいっ!』小学館〈ちゃおコミックス〉2004年10月1日発売[2]、全1巻、ISBN 4-09-138157-X
  - 続編「ドキドキ体験旅行」「ちっちゃな恋」「ハッピー・エンディング」、描き下ろし「大樹くんのヒミツ」、読切「ナナ&ミッキーのドキドキまんがレッスン」「とまどい♥お姫様」併録。

### 新装版
- 八神千歳『まんがみたいな恋したいっ! 新装版』小学館〈ちゃおコミックス〉2018年10月31日発売[3]、全1巻、ISBN 978-4-09-870314-2
  - 単行本と同じ内容だが、表紙や目次ページなどが異なる。柱のコメントもイラストに変更されている。
- 八神千歳『続まんがみたいな恋したいっ! 新装版』小学館〈ちゃおコミックス〉2018年11月29日発売[4]、全1巻、ISBN 978-4-09-870317-3
  - 単行本と同じ内容だが、表紙や目次ページなどが異なる。柱のコメントもイラストに変更されている。

### 小説版
- 原案・絵：八神千歳、著：栖川マキ『まんがみたいな恋したいっ!』小学館〈ちゃおノベルズ〉2009年1月発売、ISBN 978-4-09-289718-2